# サンジャヤ・ベーラッティプッタ
サンジャヤ・ベーラッティプッタ（パーリ語: Sañjaya Belaṭṭhiputta、音写：刪闍耶毘羅胝子、散若夷毘羅梨沸など）は、インドの思想家。不可知論者、懐疑論者である。正統バラモン教の伝統にとらわれず自由な思索を行い、当時サマナ（沙門）、または正統バラモン教側からはナースティカ（虚無論者）と呼ばれた在野の自由思想家の一人である。釈迦に先行する思想家で、古い仏教文献では六師外道と記されている。

## 概要
真理をあるがままに認識し説明することは不可能であるとする不可知論である。形而上学的な重要問題に対して確答せず、判断を中止する態度を採った。懐疑論とも言える立場であるが、彼の態度は、抜け出すことの困難な形而上学的な難問を議論することの意義を問う判断中止（エポケー）の表明であると言える。
彼は「来世があるのか」という問いに対し、次のように答えた。

もしもあなたが「あの世はあるか」と問うた場合、わたしが「あの世はある」と考えたならば、「あの世はある」とあなたに確答するでしょう。しかしながら、わたしはそうしない。わたしはその通りだとも考えないし、それとは異なるとも考えないし、そうでないとも考えないし、そうでないのではないとも考えない。
—沙門果経
続いて、「あの世はないのか」「あの世はあり、かつないのか」「あの世はあるのでもなく、かつないのでもないのか」の問いに同様に答え、善悪二業の報いは存在するか、如来（人格完成者）死後に存在するのかについても、同じように判断中止の態度を示し、明確な答えを避けた。このような彼の議論は、「鰻のようにぬらぬらして捕らえがたい議論」とも言われる。
また仏典によると、彼はマガダ国の王舎城（ラージャガハ）に住んでおり、名声がかなり高く多くの弟子を擁していたが、その高弟のサーリプッタ（舎利弗）とマハーモッガラーナ（目連）とが、250人の弟子全てとともに釈迦に帰依し去っていった。2人は彼に釈迦の弟子になることを勧めたが、「我、今師匠として弟子を率いており、また弟子となることは瓶が瓶にして同時に釣瓶（つるべ）となるようなものだから難しい」とこれをしりぞけた。しかし2人が弟子衆を引き連れて仏に帰依するのを見て憤激のあまり血を吐いたと言われる。

## 仏教側からの解釈
仏教学者の早島鏡正は、「人間の行為についての業論や霊魂論を、実践の本質を探究する面から捉えなおそうとしている点で、ジャイナ教や仏教に与えた影響は看過できない」と評している。ジャイナ教の開祖マハーヴィーラは、サンジャヤの懐疑論は実践の指針にならないとして退け、知識の問題に関して「ある点から見ると」と限定して述べる相対主義（不定主義）を唱えた。釈迦の無記（人生の救いに役立たない形而上学的な問いに、沈黙して確答を与えない考え）に影響を与えたとも考えられている。
しかし清水俊史によれば、釈迦は決して不可知論に立つことはなく、無記とは質問者の誤解を深める問いに回答しなかっただけであり、サンジャヤが回避した四つの問いに対しては以下の答えが仏典に記されているという。
| 問                         | 釈迦の 答え | 根拠 |
| -------------------------- | ----------- | --- |
| あの世はあるか             | ある        | Iminā pi kho te rājañña pariyāyena evaṃ hotu: itipi atthi paro loko, atthi sattā opapātikā, atthi sukaṭadukkaṭānaṃ kammānaṃ phalaṃ vipāko'ti. 殿下よ、こういった理由により、あなたは次のような考えをもつべきです。あの世は存在する、化生の有情は存在する、善悪業の果たる異熟は存在する、と。 |
| 化生の生き物は存在するか   | する        | Iminā pi kho te rājañña pariyāyena evaṃ hotu: itipi atthi paro loko, atthi sattā opapātikā, atthi sukaṭadukkaṭānaṃ kammānaṃ phalaṃ vipāko'ti. 殿下よ、こういった理由により、あなたは次のような考えをもつべきです。あの世は存在する、化生の有情は存在する、善悪業の果たる異熟は存在する、と。 |
| 善業・悪業の報いはあるのか | ある        | Iminā pi kho te rājañña pariyāyena evaṃ hotu: itipi atthi paro loko, atthi sattā opapātikā, atthi sukaṭadukkaṭānaṃ kammānaṃ phalaṃ vipāko'ti. 殿下よ、こういった理由により、あなたは次のような考えをもつべきです。あの世は存在する、化生の有情は存在する、善悪業の果たる異熟は存在する、と。 |
| 如来は死後に生存するのか   | しない      | tathāgatassa pahīnaṃ ucchinnamūlaṃ tālāvatthukataṃ anabhāvakataṃ āyatiṃ anuppādadhammaṃ. （如来の五蘊は）捨断され、根を断たれ、基盤のないタラヨウ樹のようになり、非有となり、将来に生じない性質のもの（法）となっている。                                                                    |